# ناتالیا بیلیتسکایا
ناتالیا بیلیتسکایا (انگلیسی: Natalia Biletskaya؛ زادهٔ ۶ نوامبر ۱۹۷۲) تنیس‌باز اهل اوکراین است.